# The Last Dance (film 1912)
The Last Dance è un cortometraggio muto del 1912 diretto da Oscar Eagle. Il regista, che nella sua carriera diresse quasi sessanta film tutti girati negli anni dieci, è qui al suo esordio cinematografico. Il film è anche il debutto come sceneggiatrice dell'attrice Kathlyn Williams.

## Produzione
Il film fu prodotto dalla Selig Polyscope Company.

## Distribuzione
Distribuito dalla General Film Company, il film - un cortometraggio in una bobina - uscì nelle sale cinematografiche statunitensi il 4 luglio 1912.